# Groapă comună

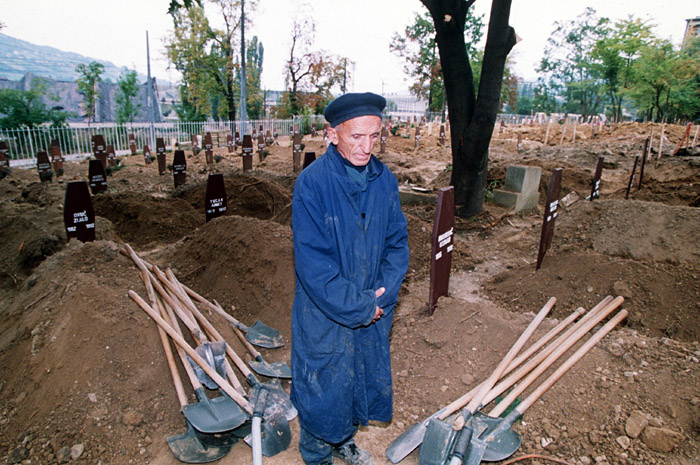
Groapă în Sarajevo în timpul asediul din 1992-1993. Fotografie de Mikhail Evstafiev.

O groapă comună este un mormânt ce conține mai multe cadavre umane neidentificate. Termenul este folosit în general când un număr semnificativ de corpuri au fost îngropate. o groapă comună poate conține trupurile neînsuflețite a zeci, sute sau chiar mii de oameni.
Gropile comune sunt create de obicei după ce un număr mare de oameni mor sau sunt uciși și se vrea îngroparea lor rapidă. După dezastre, aceste morminte în masă sunt folosite pentru controlul asupra infecțiilor și bolilor. Motivul întrebuințării gropilor comune în război sau genocid este pentru a ascunde existența crimelor de război. Excepție fac diversele gropi comune create de soldați ai Antantei pentru a îngropa victimele naziștilor, unde scopul era stoparea bolilor și nu de a ascunde existența acelor crime.
Una dintre cele mai mari gropi comune pe vreme de război este cea din timpul celui de-al doilea război mondial, la Belzec, în sud-estul Poloniei, una dintre cele 3,300 de tabere de concentrare. Aici, este estimat că un număr de 300.000 de cadavre au fost arse, măcinate și amestecate în solul taberei de către naziști, într-o încercare de a mușamaliza o crimă de război.